# Bilinguisme à Ottawa
 (décembre 2021).
Si vous disposez d'ouvrages ou d'articles de référence ou si vous connaissez des sites web de qualité traitant du thème abordé ici, merci de compléter l'article en donnant les références utiles à sa vérifiabilité et en les liant à la section « Notes et références ».

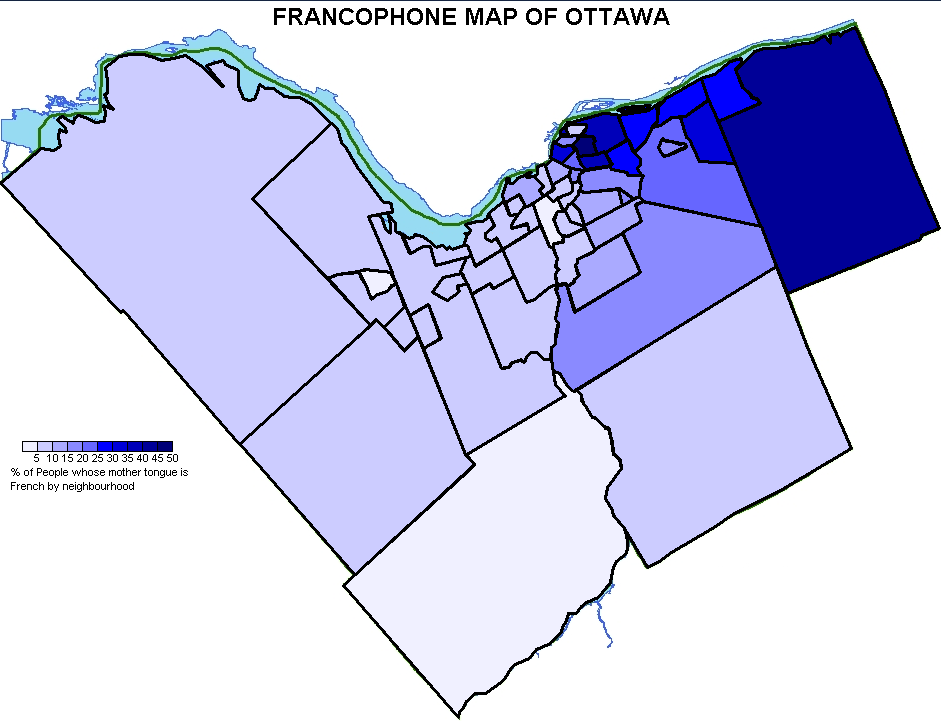
Carte montrant la distribution des francophones dans la ville d'Ottawa

Le bilinguisme officiel à la ville d'Ottawa est institué par l'acte d'Ottawa.

## Controverse
Un aspect controversé de l'acte d'Ottawa est la façon dont le texte adresse le bilinguisme officiel au gouvernement municipal d'Ottawa. Avant l'établissement de la Loi, Gorge Shortcliffe, un conseiller spécial désigné par le gouvernement provincial pour faire des recommandations à propos du gouvernement municipal à Ottawa-Carleton, recommandait en 1999 que la nouvelle ville amalgamée d'Ottawa soit désignée comme officiellement bilingue, avec des services municipaux et une signalisation routière bilingue disponibles  en anglais et en français. En outre, selon Graham Fraser, commissaire fédéral aux langues officielles (dans son ouvrage Sorry, I don't speak French), le bilinguisme d'Ottawa demeure confiné à l'intérieur du cadre administratif. Malgré la présence d'une forte communauté francophone (1/3 dans l'agglomération en incluant la partie québécoise, 1/6e uniquement dans la ville d'Ottawa côté Ontario) le français est très rarement utilisé dans les commerces... Pour Fraser cette situation est très problématique car elle révèle le manque d'efficacité du bilinguisme fédéral qui a peu d'influence en dehors des organismes relevant de sa juridiction directe. La ville d'Ottawa n'a d'ailleurs pas officiellement été déclarée bilingue après la fusion des communes ; la cité de Vanier, qui n'existe plus aujourd'hui, était de fait majoritairement francophone. Fraser souligne même le fait que la loi 101 (faisant du français la langue officielle du Québec en 1977) a enrayé l'anglicisation de Gatineau, qui constitue la partie québécoise de l'agglomération. Enfin, cette situation linguistique du français à Ottawa est humiliante pour de nombreux francophones du Canada (et en particulier ceux qui ne parlent pas l'anglais, nombreux au Québec) qui se rendent dans la capitale fédérale. Cela risque de favoriser donc le séparatisme québécois.[réf. nécessaire]